# Wołoczaninowo
Wołoczaninowo (ros. Волочаниново) – wieś w Rosji, w rejonie wołogodzkim obwodu wołogodzkiego. W 2021 r. była niezamieszkana.